# Liste des US Routes en Ohio
Les US Routes en Ohio font partie du réseau des US Routes. Celles-ci sont entretenues par le Ohio Department of Transportation (ODOT).

## Liste
| Numéro | Longueur (mi) | Longueur (km) | Terminus sud / ouest                                             | Terminus nord / est                                                          | Créée | Notes |
| ------ | ------------- | ------------- | ---------------------------------------------------------------- | ---------------------------------------------------------------------------- | ----- | ----- |
| US 6   | 248,09        | 399,26        | US 6 à la frontière de l'Indiana près d'Edgerton                 | US 6 à la frontière de la Pennsylvanie à Pierpont                            | 1931  |       |
| US 20  | 260,54        | 419,30        | US 20 à la frontière de l'Indiana à Northwest Township           | US 20 à la frontière de la Pennsylvanie près de Conneaut                     | 1926  |       |
| US 22  | 243,32        | 391,59        | West 9th Street / Central Avenue à Cincinnati                    | US 22 à la frontière de la Virginie-Occidentale à Steubenville               | 1926  |       |
| US 23  | 234,83        | 377,92        | US 23 à la frontière du Kentucky à Portsmouth                    | US 23 / US 223 à la frontière du Michigan à Sylvania                         | 1926  |       |
| US 24  | 83,33         | 134,11        | US 24 à la frontière de l'Indiana près d'Antwerp                 | US 24 à la frontière du Michigan à Toledo                                    | 1926  |       |
| US 27  | 40,54         | 65,24         | US 27 à la frontière du Kentucky à Cincinnati                    | US 27 à la frontière de l'Indiana près de College Corner                     | 1926  |       |
| US 30  | 247,01        | 397,52        | US 30 à la frontière de l'Indiana à Benton Township              | US 30 à la frontière de la Virginie-Occidentale à East Liverpool             | 1926  |       |
| US 33  | 236,80        | 381,09        | US 33 à la frontière de la Virginie-Occidentale à Ravenswood, WV | US 33 à la frontière de l'Indiana à Willshire                                | 1937  |       |
| US 35  | 174,43        | 280,72        | US 35 à la frontière de la Virginie-Occidentale à Gallipolis     | I-70 / US 35 à la frontière de l'Indiana à New Paris                         | 1934  |       |
| US 36  | 208,42        | 335,42        | US 36 à la frontière de l'Indiana près de Palestine              | US 250 / SR 800 à Uhrichsville                                               | 1926  |       |
| US 40  | 227,80        | 366,61        | US 40 à la frontière de l'Indiana à New Paris                    | I-70 / US 40 / US 250 à la frontière de la Virginie-Occidentale à Bridgeport | 1926  |       |
| US 42  | 244,63        | 393,69        | US 25 / US 42 / US 127 à la frontière du Kentucky à Cincinnati   | US 6 / US 20 / US 42 / US 322 / US 422 à Cleveland                           | 1926  |       |
| US 50  | 204,24        | 328,69        | US 50 à la frontière de l'Indiana près de Cleves                 | US 50 à la frontière de la Virginie-Occidentale près de Belpre               | 1926  |       |
| US 52  | 180,89        | 291,11        | I-74 / US 52 à la frontière de l'Indiana près de Harrison        | US 52 à la frontière de la Virginie-Occidentale à Chesapeake                 | 1926  |       |
| US 62  | 294,83        | 474,48        | US 62 à la frontière du Kentucky près d'Aberdeen                 | US 62 à la frontière de la Pennsylvanie à Masury                             | 1932  |       |
| US 68  | 178,97        | 288,02        | US 68 à la frontière du Kentucky près d'Aberdeen                 | I-75 / SR 15 à Findlay                                                       | 1933  |       |
| US 127 | 194,27        | 312,65        | US 25 / US 42 / US 127 à la frontière du Kentucky à Cincinnati   | US 127 à la frontière du Michigan près d'Alvordton                           | 1926  |       |
| US 223 | 0,66          | 1,06          | US 23 / SR 51 / SR 184 à Sylvania                                | US 23 / US 223 à la frontière du Michigan à Sylvania                         | 1930  |       |
| US 224 | 238,50        | 383,83        | US 224 à la frontière de l'Indiana près de Wren                  | US 224 à la frontière de la Pennsylvanie près de Lowellville                 | —     |       |
| US 250 | 161,81        | 260,41        | US 6 à Sandusky                                                  | I-70 / US 40 / US 250 à la frontière de la Virginie-Occidentale à Bridgeport | —     |       |
| US 322 | 62,21         | 100,12        | US 6 / US 20 / US 42 / US 322 / US 422 à Cleveland               | US 322 à la frontière de la Pennsylvanie près de Williamsfield               | 1926  |       |
| US 422 | 74.94         | 120.60        | US 6 / US 20 / US 42 / US 322 / US 422 à Cleveland               | US 422 à la frontière de la Pennsylvanie près de Campbell                    | 1926  |       |
|        |               |               |                                                                  |                                                                              |       |       |